# Eumecacris crescentifer
Eumecacris crescentifer är en insektsart som beskrevs av Marius Descamps 1978. Eumecacris crescentifer ingår i släktet Eumecacris och familjen gräshoppor. Inga underarter finns listade i Catalogue of Life.